# Val-de-Drôme
Val-de-Drôme – gmina we Francji, w regionie Normandia, w departamencie Calvados. W 2013 roku liczba ludności wynosiła 820 mieszkańców. 
Gmina została utworzona 1 stycznia 2017 roku z połączenia czterech ówczesnych gmin: Dampierre, La Lande-sur-Drôme, Saint-Jean-des-Essartiers oraz Sept-Vents. Siedzibą gminy została miejscowość Sept-Vents.